# Aşağıeşme, Birecik
Aşağıeşme là một xã thuộc huyện Birecik, tỉnh Şanlıurfa, Thổ Nhĩ Kỳ. Dân số thời điểm năm 2011 là 447 người.